# Poliamore

Bandiera del Polyamory Pride, con l'iniziale greca π

Poliamore (dal greco antico: πολύ?, poly, "molti" e dal latino amor, "amore") è un tipo di relazione romantica e sessuale consensuale in cui le persone coinvolte hanno la possibilità di amare e avere relazioni intime con più di un partner contemporaneamente. Le relazioni poliamorose possono assumere forme diverse, da gruppi chiusi di tre o più persone, a reti aperte composte da individui singoli uniti da un'etica di non possessività e rispetto reciproco.
Il poliamore si differenzia dalla poligamia, che implica la presenza di un matrimonio o un'alleanza formale con più di un partner, e dalla poliandria, che prevede l'unione di una donna con più di un uomo. Nel poliamore, le relazioni possono essere più o meno strutturate o formali, e le persone coinvolte possono essere o meno legate da un vincolo di convivenza o di co-genitorialità.
Il poliamore rientra nell'ombrello delle non-monogamie etiche, cioè consensuali e regolate. Esistono molte altre forme di non-monogamie etiche, come la coppia aperta, lo scambismo e l'anarchia relazionale. Queste forme relazionali implicano una gestione consapevole della gelosia e rifiutano l'idea che l'esclusività sessuale sia indispensabile per costruire rapporti profondi, impegnati e a lungo termine. Nel caso del poliamore e dell'anarchia relazionale, questa non-esclusività consensuale si estende anche al piano romantico e/o affettivo.
Poiché le relazioni poliamorose sono basate sul consenso di tutte le persone coinvolte, che devono essere informate delle situazioni relazionali e sentimentali in cui si trovano inserite, non possono definirsi poliamorose le relazioni caratterizzate da clandestinità, come quelle adulterine. Il consenso delle parti implica una necessità di comunicazione trasparente tra i partner e un rispetto dei sentimenti di ognuno.
Il poliamore è stato oggetto di dibattito e di studio in ambito accademico e sociale, e rappresenta una sfida alla visione tradizionale delle relazioni amorose. Le persone che praticano il poliamore sostengono che questa forma di relazione permette loro di esprimere appieno il loro desiderio e la loro capacità di amare, e di costruire legami più profondi e significativi con più di una persona contemporaneamente.

## Storia
Il concetto di poliamore ha radici profonde nella storia umana. Sebbene il termine "poliamore" sia stato coniato solo nel XX secolo, le relazioni non monogame esistono da sempre.
Il termine "poliamore" è stato coniato indipendentemente da più persone, tra cui Morning Glory Zell-Ravenheart, che utilizzò il termine «relazione poliamorosa» nel suo articolo A Bouquet of Lovers nel 1990, e successivamente è stato adottato da Jennifer Wesp, che creò il newsgroup alt.polyamory su Usenet nel 1992. Tuttavia occorrenze del termine sono state reperite già a partire dagli anni sessanta, e le relazioni poliamorose sono ovviamente esistite da molto prima che il termine venisse inventato.
Si possono rintracciare esempi di poliamore in molte culture, come nel caso dei Mosuo in Cina, in cui le donne hanno relazioni romantiche e sessuali con più di un uomo e vivono in famiglie matriarcali. In molte società egualitarie di cacciatori-raccoglitori, le relazioni intime tra individui erano spesso flessibili e aperte, e non erano vincolate all'idea di possesso esclusivo.
In occidente, si possono trovare riferimenti al poliamore già a partire dalla letteratura medievale e rinascimentale, come ad esempio nel Decameron di Giovanni Boccaccio. Tuttavia, è stato l'opera dell'utopista francese Charles Fourier intitolata Il nuovo mondo amoroso a descrivere in maniera dettagliata le relazioni poliamorose. L'opera è stata pubblicata postuma nel 1967, e ha influenzato massicciamente il dibattito sull'argomento nel Novecento.
In Italia uno dei testi di riferimento sull'argomento è L'amore con più partner dell'antropologo Carlo Consiglio e, più recentemente, anche La zoccola etica, traduzione italiana della guida The Ethical Slut, scritta dalle due psicologhe statunitensi Dossie Easton e Janet Hardy, ha contribuito a diffondere l'idea di un'etica relazionale basata sull'apertura, sulla fiducia e sul rispetto reciproco.
Negli ultimi anni il poliamore e le non-monogamie sono tornati a essere oggetto di un dibattito acceso all'interno della comunità LGBT italiana, come testimoniato dall'ondata di traduzioni (in particolare il libro di Brigitte Vasallo, Pensamiento monógamo, Terror poliamoroso), pubblicazioni, mobilitazioni e costituzione di collettivi sul tema verificatasi nel biennio 2022-2023. Si riscontra il tentativo di superare una concezione privata di queste pratiche per sviluppare un discorso politico basato su concetti quali "mononormatività" e "coppia obbligatoria". Un ruolo di primo piano è stato occupato dal lavoro dell'antropologo Leo Acquistapace e dalla pubblicazione di una sua ricerca basata su un'auto-inchiesta svoltasi a partire dal 2009 prima nel Laboratorio Smaschieramenti di Bologna e poi nella rete di collettivi SomMovimento NazioAnale. 

## Etica
Il poliamore si basa su una filosofia etica che valorizza l'apertura e la consensualità come fondamenti di ogni rapporto intimo e sessuale. Le persone coinvolte nel poliamore evitano di considerare i propri partner come proprietà esclusive, privilegiando invece la libertà individuale e la polifonia delle voci e dei desideri.
L'etica del poliamore comporta il rispetto dei propri partner e dei loro diritti e bisogni, la comunicazione aperta e disinteressata e la responsabilità individuale. Inoltre, il consenso tra le persone coinvolte è una condizione essenziale per l'avvio o la continuazione di ogni relazione.
Il poliamore può offrire alle persone coinvolte una maggiore flessibilità e libertà rispetto ai modelli relazionali più tradizionali, ma allo stesso tempo richiede una maggiore capacità di gestione del tempo, della gelosia e della complessità delle emozioni coinvolte.

## Differenze tra poliamore e gli altri tipi di non monogamie etiche

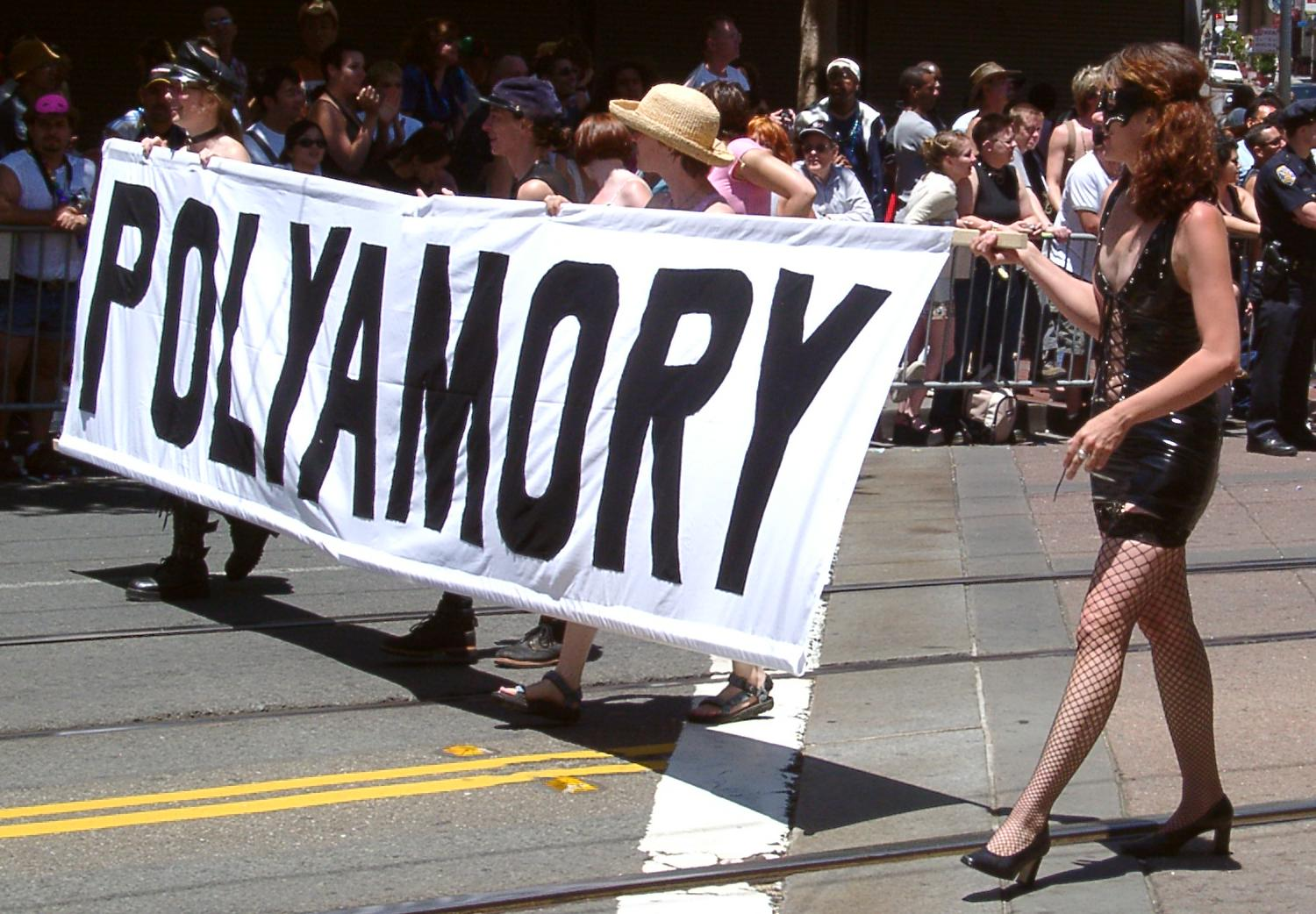
L'inizio della manifestazione in favore del poliamore svoltasi a San Francisco nel 2004

Le non monogamie etiche comprendono:
- Il poliamore, in cui le relazioni amorose non sono ristrette a un particolare gruppo di partner e hanno tutte la stessa importanza.
- La polifedeltà, in cui le relazioni amorose sono ristrette a un particolare gruppo di partner.
- Il poliamore gerarchico, in cui sono presenti tipi di relazioni diverse, quelle primarie e quelle secondarie. Esempi sono il matrimonio aperto e la coppia aperta.
- L'anarchia relazionale, in cui non vi è alcuna distinzione formale fra diversi tipi di relazioni, d'amore e non.
- La poligamia (ovvero poliginia, poliandria e loro combinazioni), in cui una persona sposa più coniugi (che possono eventualmente avere a loro volta altre relazioni poliamorose).
- La relazione di gruppo, il matrimonio di gruppo o la triade, in cui tutti i membri di un gruppo si considerano ugualmente legati gli uni agli altri. Il concetto è illustrato da Robert A. Heinlein nei suoi romanzi Straniero in terra straniera e La Luna è una severa maestra, e da Robert Rimmer.
- Reti di relazioni in cui una particolare persona può avere relazioni di vari gradi di importanza con diverse persone, tutte d'accordo sull'«amicizia senza frontiere».
- Relazioni in cui un partner è monogamo, ma accetta che l'altro abbia altre relazioni.

Alcune persone, pur intrattenendo una relazione sessuale strettamente monogama, possono autodefinirsi poliamorose qualora si sentano emotivamente legate a più persone (amore platonico).

## Riconoscimenti legali delle relazioni poliamorose

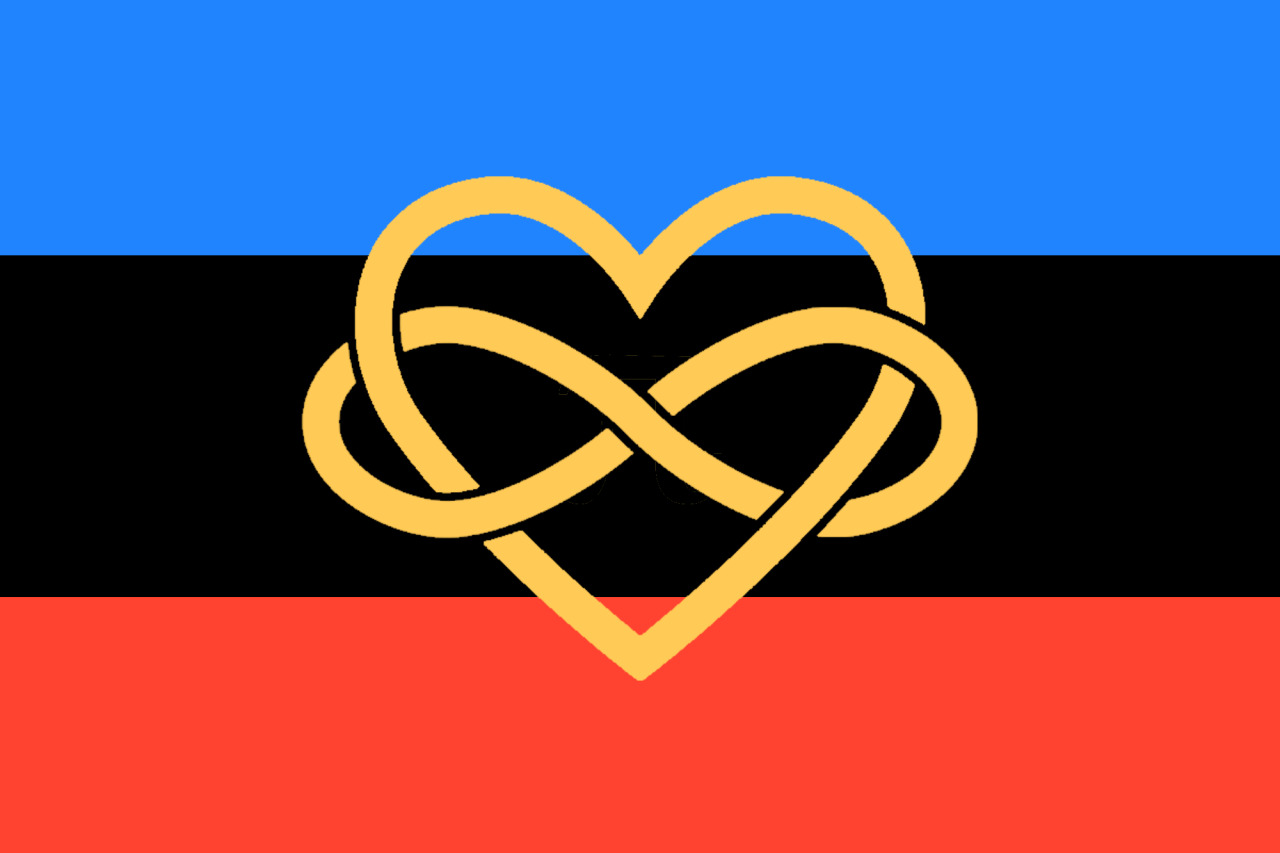
Altro emblema del poliamore: un cuore racchiuso dal simbolo dell'infinito sopra un vessillo a righe orizzontali di colore azzurro, nero e rosso

Il poliamore non viene riconosciuto giuridicamente nella maggior parte dei paesi del mondo, in cui le unioni legalmente riconosciute si limitano a una forma di matrimonio o unione civile tra due individui. Tuttavia, alcune giurisdizioni statali degli Stati Uniti, come la California, hanno riconosciuto la possibilità di costituire partenariati domestici fra tre o più persone.
Pochi paesi consentono matrimoni di stato fra tre o più partner. Tra i paesi che fanno eccezione ci sono i Paesi Bassi, che permettono unioni civili tra più persone, e che hanno celebrato la prima unione nazionale fra tre partner nel settembre 2005.
Inoltre, il poliamore può implicare diverse sfide legali, ad esempio in materia di affido dei figli, successioni ereditarie, tutele previdenziali o benefici fiscali. La mancanza di riconoscimento legale può inoltre rendere le persone coinvolte più vulnerabili alle discriminazioni o alle persecuzioni.

## Caratteristiche del poliamore
Ogni relazione poliamorosa può variare molto, e riflette le personalità e le idee delle persone che la vivono. Tuttavia, alcuni aspetti e valori chiave sono condivisi dalla grande maggioranza delle comunità poli.

### Rapporti emotivi e intimità
Diversamente da altre forme di non monogamia etica come la coppia aperta o lo scambismo, il poliamore si evidenzia per la presenza di intimità emozionale e di sentimenti romantici con tutti i partner.

### Definizioni di fedeltà e lealtà
La maggioranza dei poliamorosi definiscono la fedeltà non come l'esclusività sessuale, ma come il rispetto per le promesse e gli accordi fatti all'interno della relazione. Un'eventuale relazione sessuale tenuta segreta al/ai partner sarebbe considerata quindi una violazione di questi accordi e dunque un tradimento. All'atto pratico, il termine poliamore descrive una ampia costellazione di relazioni aperte o multi-partner, che possono differire nelle regole e nei gradi di intensità, vicinanza e coinvolgimento. I poliamoristi generalmente basano le loro definizioni di impegno reciproco su considerazioni diverse dall'esclusività sessuale, come i valori di fiducia e onestà o l'idea di invecchiare insieme.

### Comunicazione e negoziazione
Dal momento che non esiste uno "standard" per le relazioni poliamorose, diviene importante il processo di negoziazione tra tutti i coinvolti per stabilire i termini delle rispettive relazioni, che spesso continua e si modifica nel tempo, basato su presupposti di comunicazione onesta e rispetto. Molti poliamorosi hanno un approccio pragmatico alle relazioni. Spesso è dato per possibile che ci possano essere errori e fallimenti, altro motivo per cui la comunicazione è considerata essenziale per il benessere di tutti i partner.
L'evitare di dare certe informazioni, ad esempio in base a un accordo del tipo "niente domande, niente racconti" (Don't ask - Don't tell), è solitamente visto come un modello di relazione non ideale, poiché indica che i partner non si sentono in grado di gestire la verità; i partner del proprio partner dovrebbero infatti essere accettati e non solamente tollerati.

### Rifiuto del possesso
Molti poliamorosi vedono il possesso come un istinto che mina la stabilità del rapporto piuttosto che rafforzarla. Il divieto di intrattenere altre relazioni profonde è visto come qualcosa di non desiderabile, perché tali divieti possono finire per rimpiazzare la fiducia con dinamiche di potere e controllo. Per questo il poliamoroso si sforza di vedere le persone che il proprio partner frequenta (definite spesso in inglese "metamour" o "OSO") come arricchimenti alla vita del partner, piuttosto che come minacce. All'esclusività il poliamore oppone il l'inclusività, alla gelosia quello della "compersione" (neologismo indicante lo stato empatico di gioia vicariante per la felicità di una persona amata, la quale può trarre la propria gioia dalla relazione amorosa con un terzo soggetto).
Nel rapporto poliamorista (o poliamoroso), il cosiddetto "non possesso" è la "clausola" secondo la quale si ama una persona e non si tenta di possederla.
La possessività è per i poliamoristi un istinto da controllare e da "incanalare" nelle giuste direzioni, costruttive e non distruttive, mediante un lavoro di consapevolezza di sé e degli altri, che alcuni definiscono una "meravigliosa opportunità" da cui partire.

### Gestione della gelosia
La gestione della gelosia è un tema centrale all'interno delle comunità poliamorose. Essendo una forma di relazione non-monogama, il poliamore richiede un'attenzione particolare alla gestione delle emozioni e dei sentimenti di gelosia che possono emergere tra i partner.
Gli individui che praticano il poliamore cercano di gestire la gelosia attraverso una politica di comunicazione aperta e trasparente tra i partner, basata sulla negoziazione e sulla consapevolezza di sé e degli altri. In questo modo, le persone coinvolte cercano di comprendere le fonti della propria gelosia, di esplorare i propri limiti emotivi e di trovare insieme soluzioni che permettano di superare le difficoltà Poliamore: le strategie messe in atto nella gestione della gelosia, su stateofmind.it..
Inoltre, il poliamore richiede anche una grande auto-consapevolezza, ovvero la capacità di comprendere e accettare i propri sentimenti e di gestirli in modo efficace senza creare tensioni o conflitti all'interno della relazione.
Esistono diverse tecniche e strategie per gestire la gelosia nel poliamore, come ad esempio la comunicazione aperta e sincera, l'auto-riflessione, l'empatia e la gratitudine. Alcune persone coinvolte in relazioni poliamorose trovano anche utile l'utilizzo di tecniche di meditazione o di mindfulness per gestire i propri stati emotivi Poliamore: le strategie messe in atto nella gestione della gelosia, su stateofmind.it..
In definitiva, la gestione della gelosia nel poliamore richiede una grande attenzione e consapevolezza da parte di tutti i partner coinvolti, ma può anche rappresentare un'opportunità per approfondire la propria conoscenza di sé e degli altri e per costruire relazioni più sincere e significative Poliamore: le strategie messe in atto nella gestione della gelosia, su stateofmind.it..

### Compersione
La compersione è uno stato empatico di felicità, serenità e gioia che si manifesta quando un altro individuo prova le medesime sensazioni. Nel contesto delle relazioni poliamorose si utilizza per descrivere le emozioni positive che un individuo prova quando il proprio partner trae gioia e serenità da un'altra relazione.

### Criticità
Nel corso degli anni sono state mosse molte critiche al poliamore. Ad esempio si è messo in luce come talvolta esso possa generare sofferenze, presentando anch'esso svantaggi come ogni tipo di relazione, al di là della rappresentazione edulcorata e positiva che spesso viene fatta delle relazioni poliamorose. Paradossalmente, esse possono dare un senso di solitudine, privando la relazione e gli individui coinvolti del legame amoroso e dell'intimità tipici della monogamia, privilegiando piuttosto soltanto la sfera sessuale. Anche l'attrice e scienziata Mayim Bialik in passato si espresse perplessa sulle relazioni aperte. In seguito ha affermato di essersi sbagliata, preferendo ancora tuttavia la monogamia. Altra celebrità che ha criticato questo tipo di relazioni è il canadese Jordan Peterson, professore di psicologia..

## Il poliamore e l'essere genitori
Come per gli altri aspetti del poliamore, le possibilità sul modo in cui i figli vengono integrati all'interno della struttura familiare varia considerevolmente:
- I genitori sono i principali responsabili dei propri figli, biologici, adottivi o figliastri. Le persone che hanno una relazione poliamorosa coi genitori contribuiscono alla loro educazione e crescita agendo come una famiglia estesa.
- Nei casi in cui le relazioni poliamorose siano ristrette all'interno di un gruppo, tutti i membri adulti del gruppo si occupano della crescita dei figli in modo collettivo, tutti con pari responsabilità a prescindere dai legami di consanguineità.
- Una forma intermedia rispetto alle due precedenti prevede che i figli vedano i partner dei loro genitori come genitori adottivi.
- La responsabilità della crescita dei figli ricade interamente sui genitori, mentre le persone con cui essi sono in relazioni poliamorose sono visti dai figli solo come amici dei loro genitori.

Nella scelta tra queste forme di relazione la durata del rapporto coi genitori gioca un ruolo fondamentale. Infatti un adulto che sia stato partner del genitore per tutta la vita del figlio avrà con esso un "legame genitoriale" più forte rispetto a un nuovo partner. Questo aspetto è presente anche nei casi di genitori adottivi in famiglie monogame. Altri fattori che possono avere un'influenza significativa nel legame tra i propri figli e i propri partner sono l'eventuale convivenza, il numero delle relazioni e la consapevolezza che i figli hanno del tipo delle relazioni dei loro genitori.

## Discriminazione e stigma
Le persone che praticano il poliamore, o altre non monogamie etiche, sono soggette ad una notevole stigmatizzazione, con percentuali che vanno dal 26% al 43%. Questo può dipendere dalla diffusa convinzione che la monogamia sia l'unico stile relazionale sano e durevole nel tempo, dalla convinzione che la non-monogamia sia intrinsecamente rischiosa da un punto di vista sessuale e relazionale e, specularmente, una scusa per poter tradire e/o ferire impunemente i partner, nonché da un generico senso di minaccia esercitata dalle non-monogamie nei confronti della monogamia. In realtà le relazioni poliamorose non sono più rischiose di altre; il fatto che una buona parte della società le consideri nocive in sé stesse rende semmai più difficile, per una persona che sia in una relazione poli ove effettivamente c'è un partner abusante, chiedere aiuto: si troverà a dover difendere il proprio stile relazionale, creduto l'origine del problema.
La stigmatizzazione avviene anche nei confronti di famiglie e individui poliamorosi con figli, e può tradursi in difficoltà di accesso e/o in trattamento pregiudiziale nei servizi pubblici (asilo nido, scuole) e in ambito giudiziario (cause per l'affidamento).

## Film di riferimento
- Metti, una sera a cena (1969)
- Vicky Cristina Barcelona (2008)
- Le belve (2012)
- Sense8 (2015-2018)
- Professor Marston and the Wonder Women (2017)
- Newness (2017)
- You Me Her (2016-2020)
- Tales of the City (1993, 1998, 2001, 2019)
- Wanderlust (2018)
- Blocco 181 (2022)

## Celebrità poliamorose
- Will Smith
- Bella Thorne
- Hannah Arendt e Heinrich Blücher[19]
- Eugenio Scalfari[20]
- Emma Goldman[21]
- Jean-Paul Sartre e Simone de Beauvoir[22]
- Wilkie Collins[senza fonte]
- William Moulton Marston[23]
- Percy Bysshe Shelley[24]
- Eric Steven Raymond[senza fonte]
- Amelia Earhart[senza fonte]
- Robert A. Heinlein[senza fonte]
- Charlotte Rampling[25]
- William Blake[26]
- Giovanni Rossi
- Charles Fourier[27]
- Gabriele D'Annunzio[28]
- Carla Bruni[29]
- Hugh Hefner[30]
- Ayn Rand[31]
- Pupo[32]
- Marco Pannella[33]
- Bertrand Russell[34]
- Erasmus Darwin
- Georges Simenon